# Rikbaktsa
Pour le peuple, voir Rikbaktsa (peuple).
Le rikbaktsa (ou canoeiro) est une langue de la famille des langues macro-jê parlée au Brésil.

## Classification
Le rikbaktsa est un des sous-groupe de l'ensemble macro-jê. La langue est parlée par les Amérindiens Rikbaktsa qui vivent dans l'État du Mato Grosso.